# Mylo
Pour les articles homonymes, voir Mylo (homonymie).
Myles MacInnes (prononcé en anglais : [ˈmaɪlz məˈkɪnɪs]), plus connu sous le nom de Mylo (prononcé : [ˈmaɪləʊ]), est un DJ britannique né le 10 mai 1978 sur l'île de Skye au nord de l'Écosse.
Véritable globe-trotter, il partit en Californie pour y poursuivre des études de philosophie, endroit où il découvrira des styles de musique qui le marqueront comme le soft rock, puis partira pour Paris et finalement reviendra en Écosse en 2001 afin de se consacrer uniquement à la musique.
Il sort son premier album Destroy Rock and Roll en 2004 sur le label Breastfed Recordings dont il est copropriétaire. Cet album a été entièrement réalisé dans sa chambre sur un Power Mac G4.

## Discographie

### Albums
- Destroy Rock and Roll (2005)
- Destroy Rock and Roll (réédition incluant la chanson Doctor Pressure) (2005) #31 UK, #10 US Top Electronic Albums[1]
- Mylo's Rough Guide to Rave (2005) album de mix gratuit pour Mixmag.
- The Return of Mylo (2009) album de mix gratuit pour Mixmag.

### Singles
| Titre                                     | Royaume-Uni | Irlande | Australie | Finlande | Pays-Bas | Grèce |
| Drop The Pressure                         | #19         |         | #41       |          | #3       | #3    |
| Destroy Rock and Roll                     | #15         | #25     |           | #13      |          |       |
| In My Arms                                | #13         | #22     | #25       |          | #38      |       |
| Doctor Pressure (Vs. Miami Sound Machine) | #3          | #5      | #12       | #10      |          |       |
| Muscle Car (feat. Freeform Five)          | #38         | #26     |           |          |          |       |

### Remixes
- Freeform Five - No More Conversations
- Moby - Lift Me Up
- M83 - Reunion
- The Killers - Somebody Told Me
- Sia - Breathe Me